# نادیه العلمی
 نادیه العلمی (انگلیسی: Nadia Lalami؛ زادهٔ ۲۸ آوریل ۱۹۹۰) یک تنیس‌باز اهل مراکش است.